# Iurie Miterev
Iurie Miterev (Kisinyov, 1975. február 28. – Chișinău, 2012. június 27.) válogatott moldáv labdarúgó, csatár.

## Pályafutása

### Klubcsapatban
1992 és 2002 között a Zimbru Chișinău labdarúgója volt, ahol nyolc moldáv bajnoki címet és két kupagyőzelmet ért el a csapattal. 2002 és 2006 között az ukrán Csornomorec Odesza, majd 2006–07-ben a Zorja Luhanszk játékosa volt. 2007-ben az orosz Masuk csapatában fejezte be az aktív labdarúgást.

### A válogatottban
1992 és 2006 között 36 alkalommal szerepelt a moldáv válogatottban és nyolc gólt szerzett.

## Halála
2012. június 27-én hunyt el leukémia következtében.

## Sikerei, díjai
Zimbru Chișinău
- Moldáv bajnokság
  - bajnok (8): 1992, 1992–93, 1993–94, 1994–95, 1995–96, 1997–98, 1998–99, 1999–00
- Moldáv kupa
  - győztes (2): 1997, 1998